# Materník
Materník, oficiálně Zbečník, je potok protékající obcí Zbečník. Je levostranným – a také vůbec nejvydatnějším – přítokem Zbečnického potoka. Jeho délka činí přibližně 3,825 km. Svým průběhem vytváří rozhraní mezi Žaltmanským a Maternickým hřbetem Jestřebích hor.

## Popis
Materník (Zbečník) je největším přítokem Zbečnického potoka, často bývá považován za jeho hlavní pramen. Potok pramení v Jestřebích horách severovýchodně od Horního Kostelce a jeho údolí vytváří hranici mezi jejich Žaltmanským a Maternickým hřbetem. Cestou přijímá několik přítoků z okolních svahů. Jedním z nich je pramen Skalákovy studánky, která je známá jako poutní místo. Kolem studánky jsou tzv. Zbečnické chleby, což jsou zkamenělé pískovcové útvary ve tvaru bochníků. Studánka je známá i z díla Aloise Jiráska (románová kronika U nás). V údolí Materníku docházelo v minulosti (už v 19. století) k těžbě černého uhlí, mj. ve štole Hermína, ve které se těžilo ještě v letech 1939-41; v 50. letech 20. století zde také docházelo k průzkumným vrtům a těžbě radioaktivních hornin.

## Fotogalerie

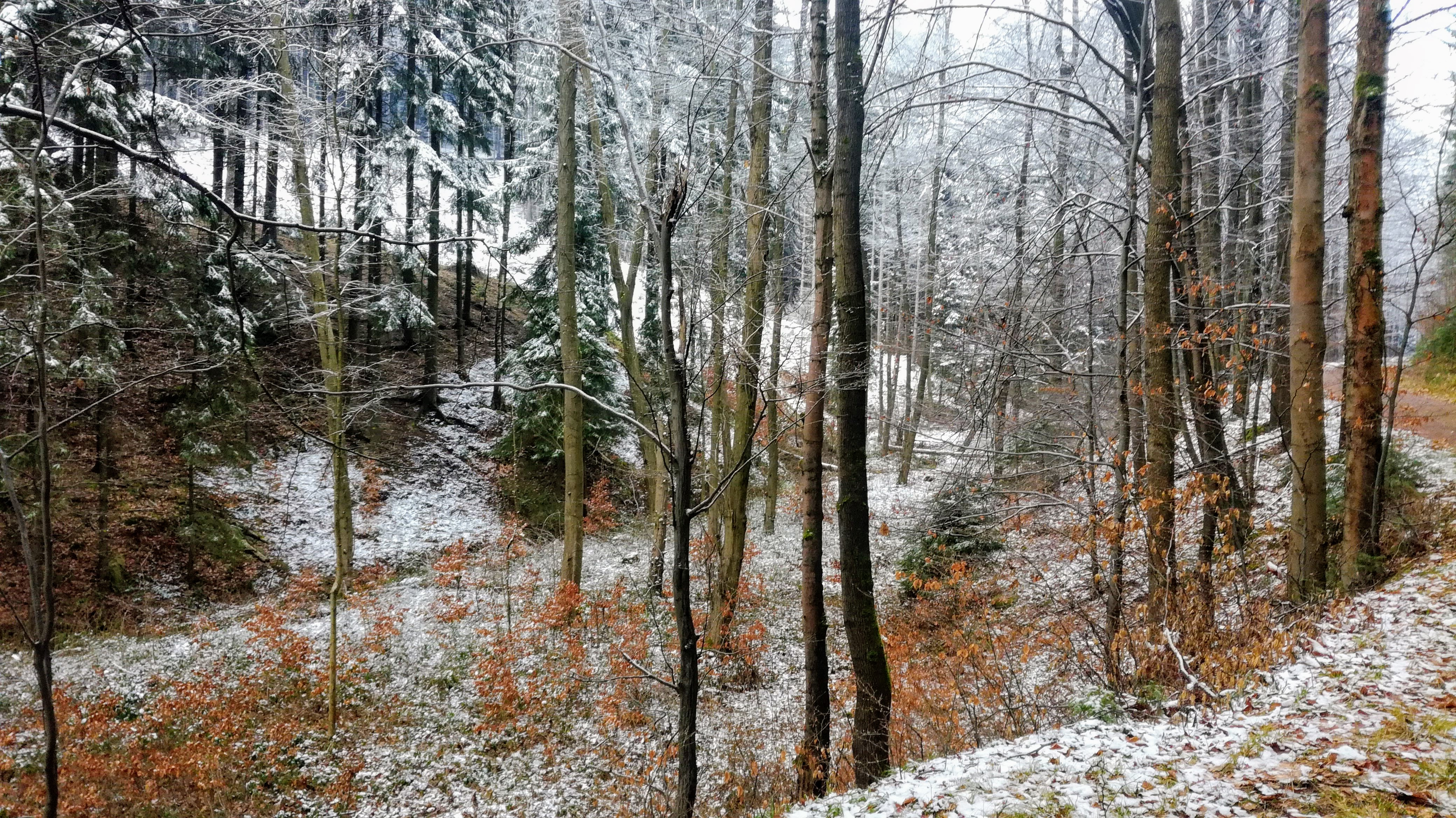
Údolí Materníku pod Skalákovou studánkou
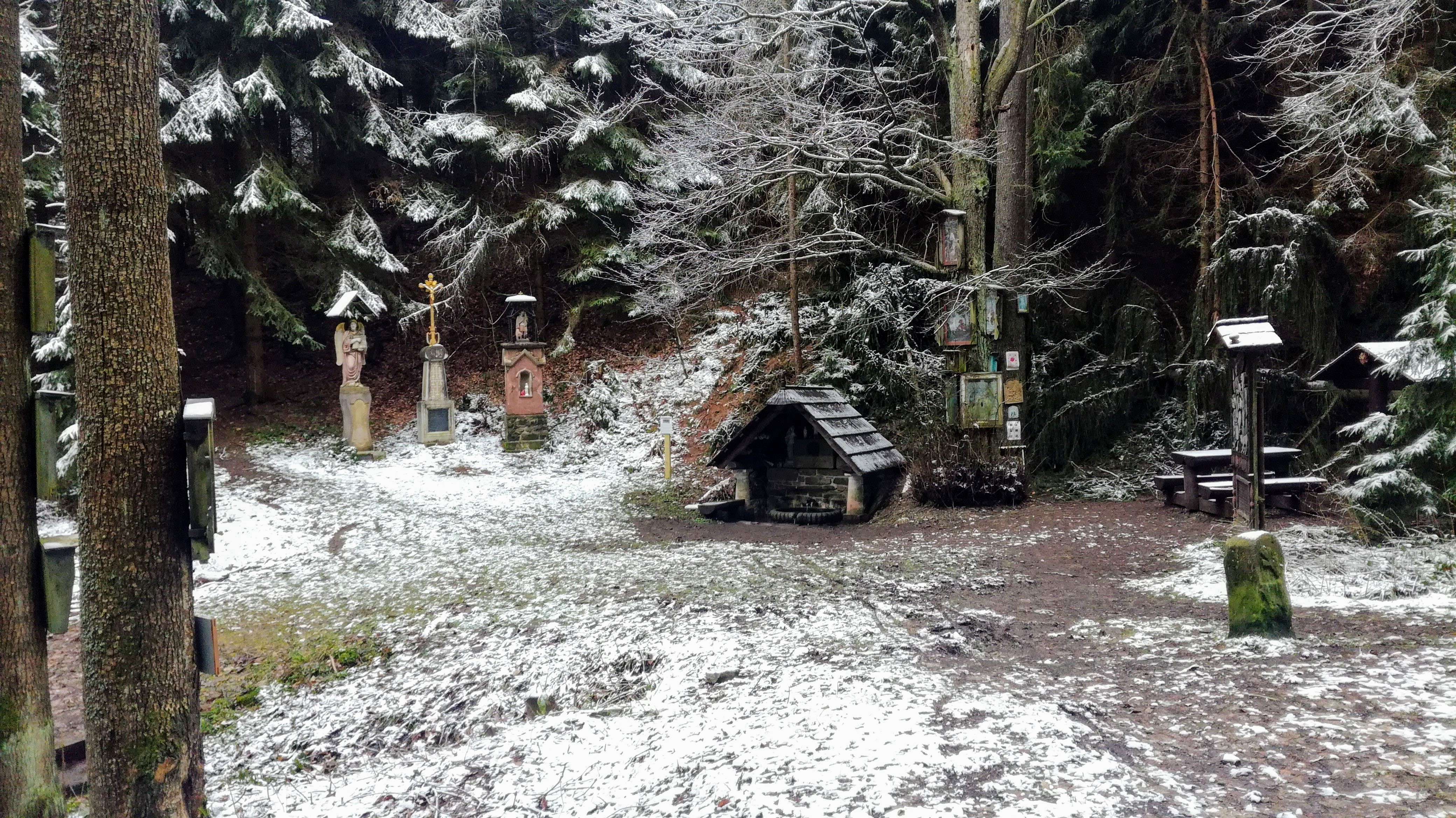
Skalákova studánka
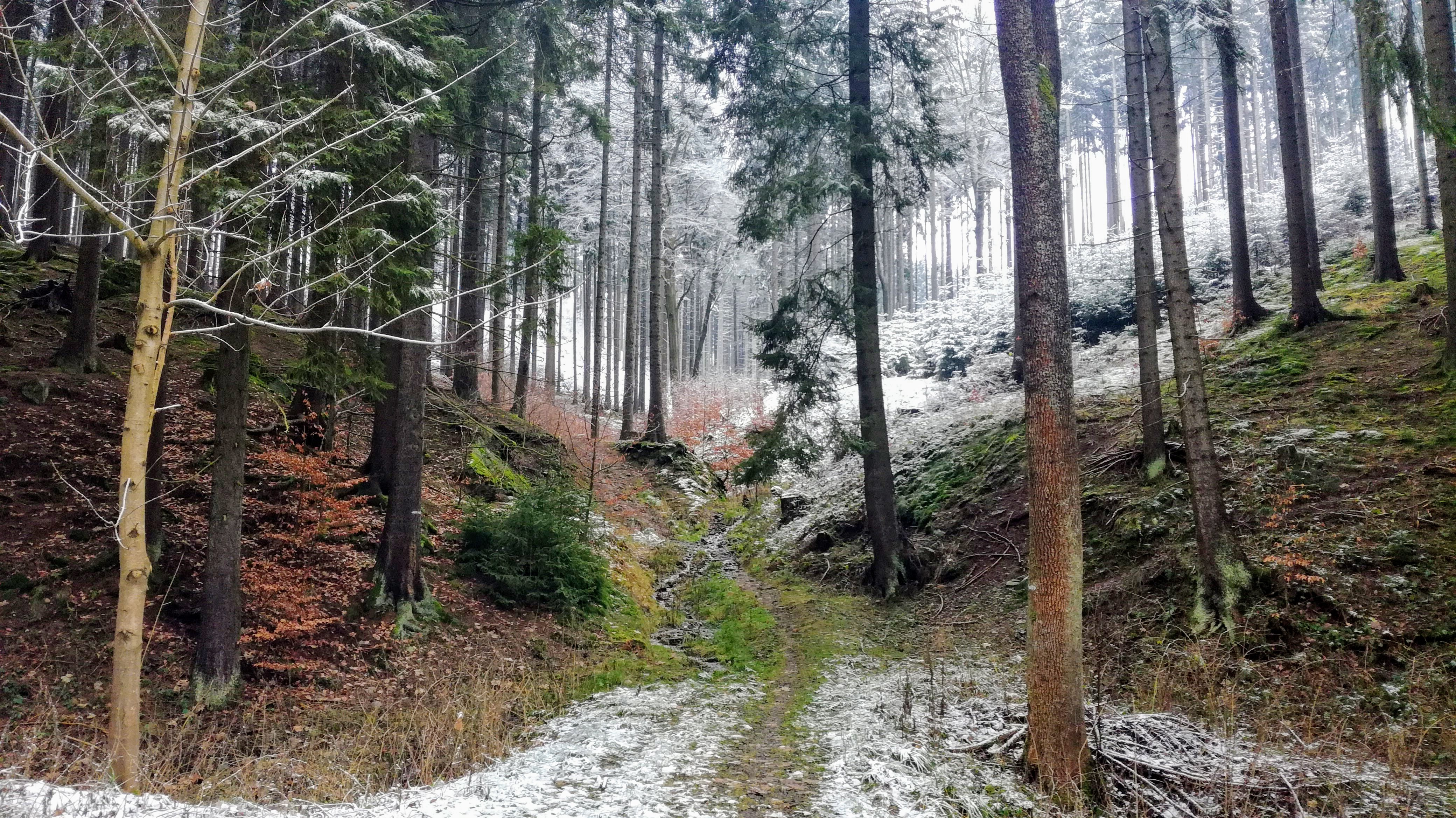
Levý přítok Materníku hned nad Skalákovou studánkou
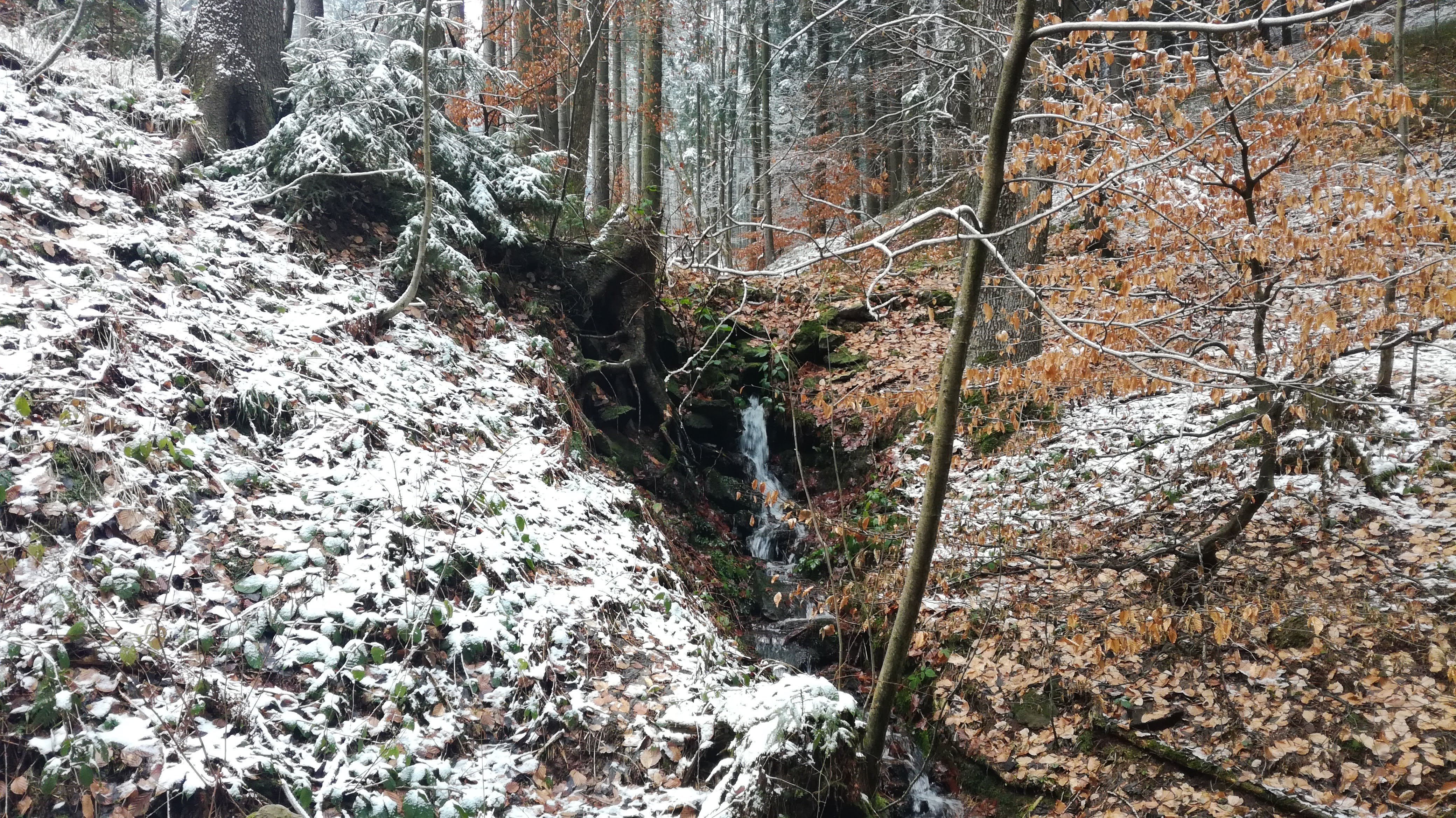
Pravý přítok Materníku hned nad Skalákovou studánkou
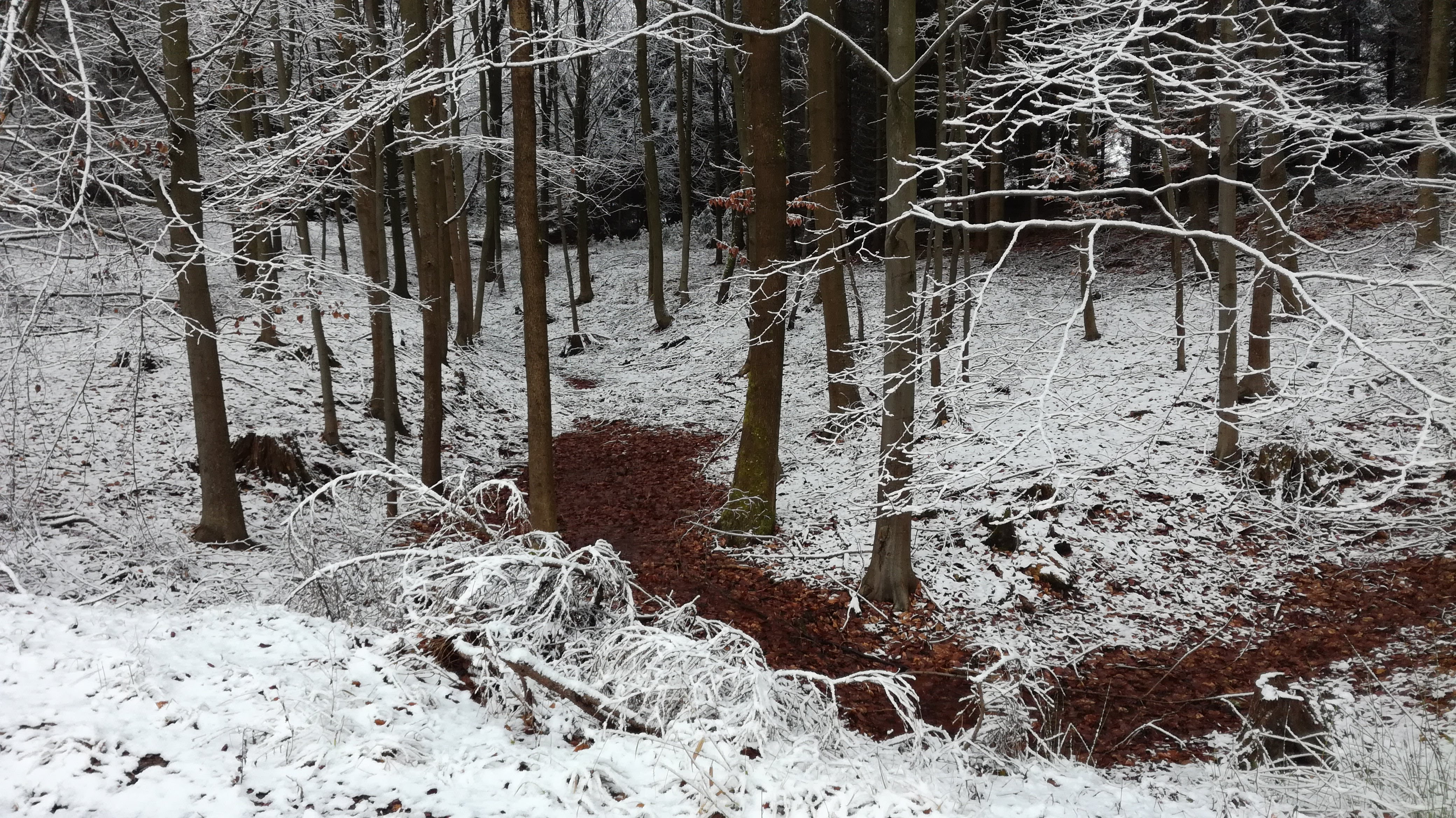
Horní tok Materníku
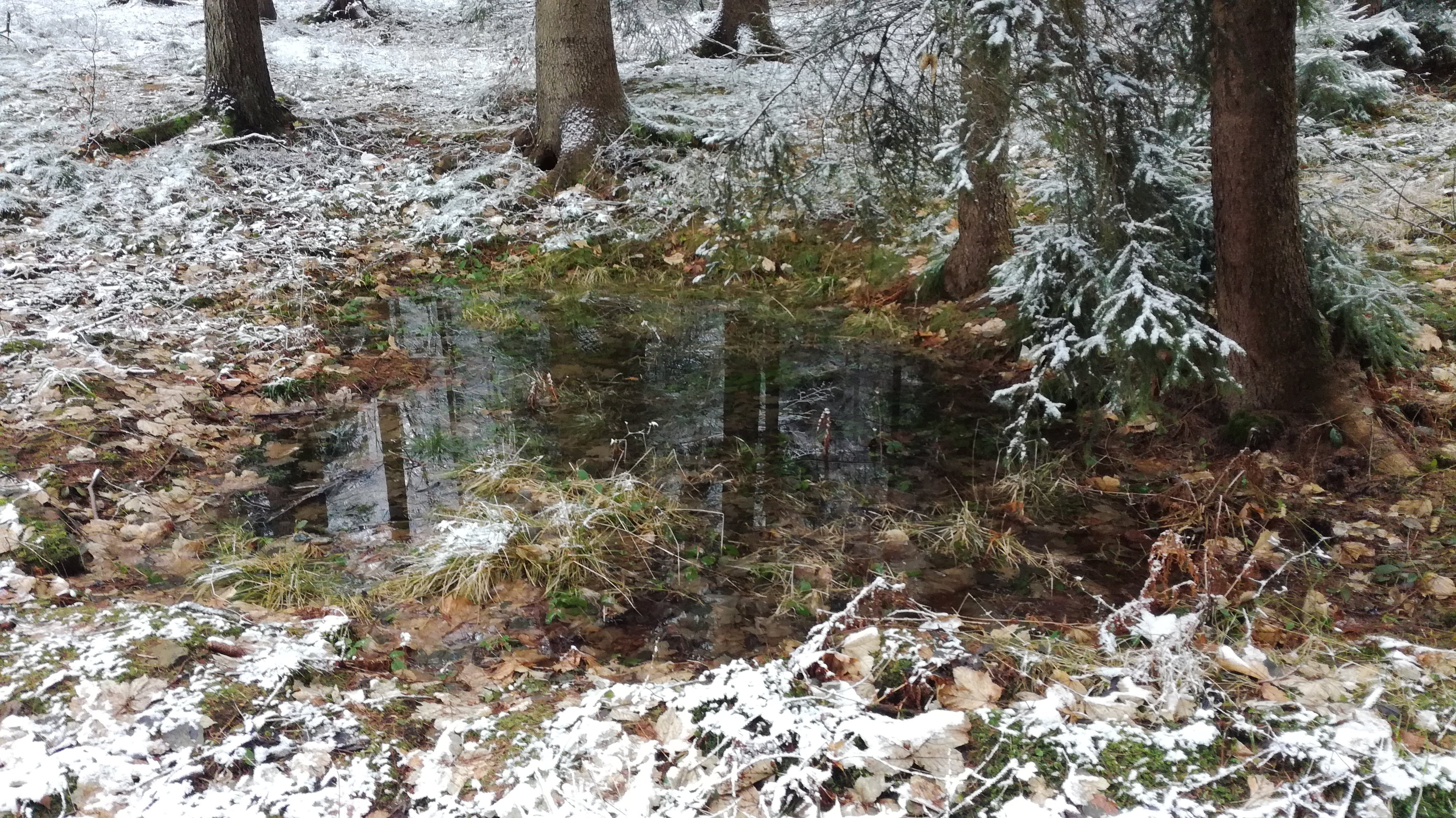
Jezírko – první přítok zprava
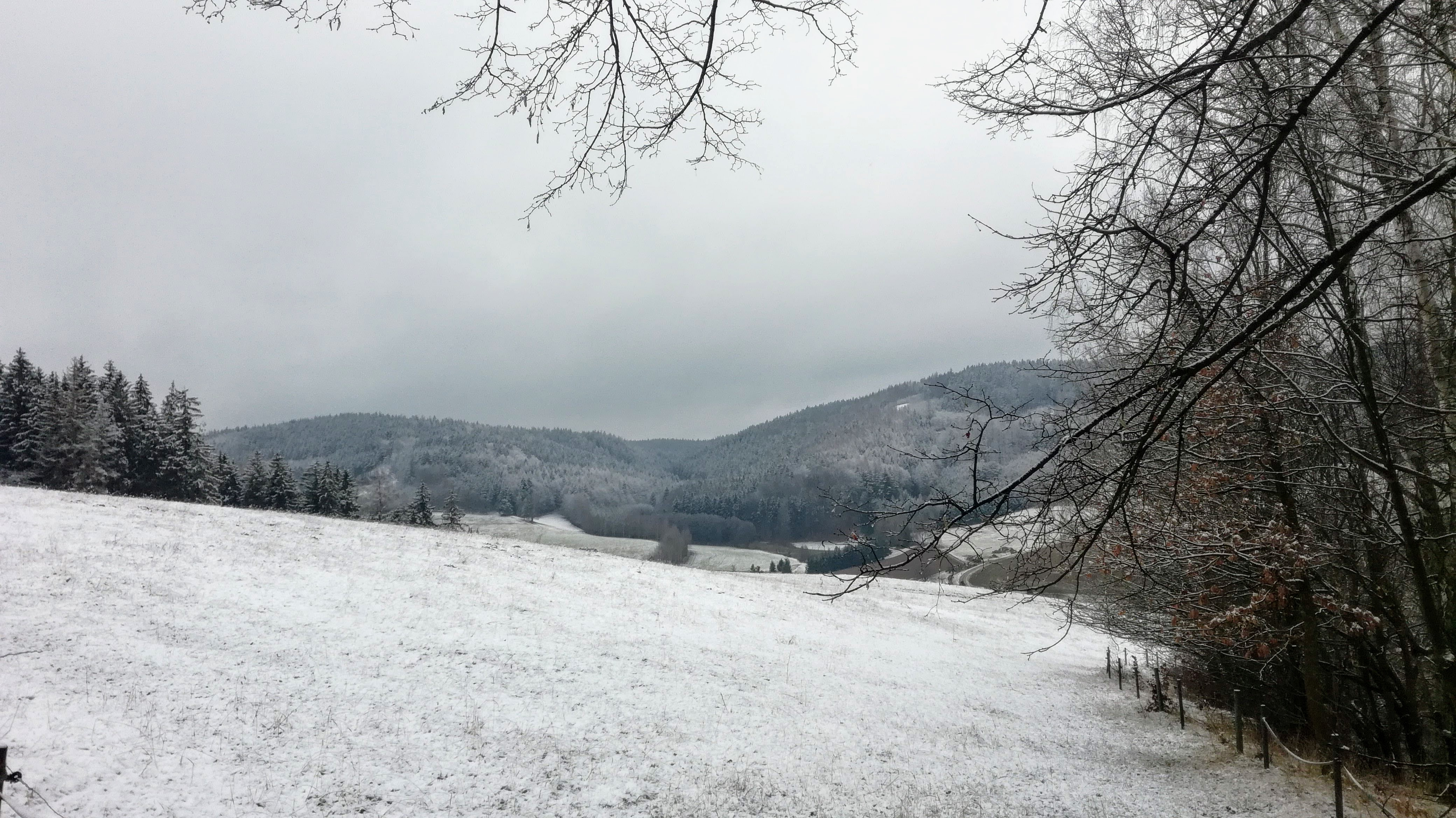
Vpředu zřetelné zalesněné Maternické údolí: vlevo Žaltmanský a vpravo Maternický hřbet